# روبرت كوك بيل
روبرت كوك بيل (بالإنجليزية: Robert Cook Bell)‏ هو محامي وقاضي وسياسي أمريكي، ولد في 1 نوفمبر 1880 في هاريسونفيل في الولايات المتحدة، وتوفي في 17 مارس 1964. انتخب عضو مجلس ولاية مينيسوتا.